# Dirk Polder
Dirk Polder (Den Haag, 23 augustus 1919 – Iran, 18 maart 2001) was een Nederlands natuurkundige die samen met Hendrik Casimir de Casimir-Polderkracht voorspelde, die ook casimireffect of casimirkracht wordt genoemd.

## Levensloop
Polder studeerde natuurkunde en scheikunde aan de Universiteit Leiden van 1936 tot 1941. In 1938 en 1939 was hij assistent anorganische chemie bij professor Jan Ketelaar met wie hij zijn eerste publicatie schreef over de kristalstructuur van enkele thalliumzouten. In 1939 werd hij assistent in het Kamerlingh Onnes Laboratorium in Leiden bij Wander de Haas. Zijn dagelijkse begeleider was de toenmalige conservator Hendrik Casimir. Later werkte hij bij het Philips Natlab (1943-1950), H.H. Wills Physical Laboratory te Bristol (1950) en weer Philips Natlab (1965-1979). Tevens was hij buitengewoon hoogleraar theoretische natuurkunde aan de TH Delft (nu TU Delft) van 1959 tot 1984.

## Werk
Polder werkte verder nog aan vele onderwerpen uit de vaste stoffysica, zoals ferromagnetische resonantie, halfgeleiderfysica, röntgendiffractie en supergeleiding. Een overzicht staat in Playing with basic concepts in physics.

## Levensbericht
- Q. H. F. Vrehen, Dirk Polder, Levensberichten en herdenkingen (Koninklijke Nederlandse Akademie van Wetenschappen, 2002), pp. 57–63. ISBN 90-6984-343-9

- Biografisch Portaal: 60710961
- Nederlandse Thesaurus van Auteursnamen: 411884999
- Virtual International Authority File: 5983150470097504330002
- WorldCat: E39PBJxWVMjHQHPCHBPhpyymVC